# هجوم كابل أغسطس 2021
هجوم كابل أغسطس 2021 هو هجوم حدث فس مساء 3 أغسطس 2021، حيث هاجم مسلحو طالبان بسيارة مفخخة ومنزل يعود إلى وزير الدفاع الأفغاني بسم الله خان محمدي في شيربور، كابل. قُتل في الهجوم 13 شخصًا، من بينهم خمسة مهاجمين. وأصيب عشرين آخرين بجروح، من بينهم اثنان من حراس محمدي الشخصيين. ووصفت صحيفة «لونغ وور جورنال» الهجوم بأنه عملية على الطراز الإنغماسي نفذتها «كتيبة الاستشهاد» التابعة لحركة طالبان. وكان هدفها قتل محمدي لأنه كان أحد الشخصيات الحكومية الرئيسية المسؤولة عن الحرب ضد طالبان عام 2021.